# أنطونيو فرانشي
أنطونيو فرانشي (بالإيطالية: Antonio Franchi)‏ هو مؤرخ الفن ورسام إيطالي، ولد في 14 يوليو 1638 في لوكا في إيطاليا، وتوفي في 18 يوليو 1709 في فلورنسا في إيطاليا.